# خورخي غونزاليس (لاعب كرة قدم مواليد 1988)
خورخي غونزاليس (بالإسبانية: Jorge Daniel González Marquet) هو مدرب كرة قدم ولاعب كرة قدم باراغواياني في مركز الوسط، ولد في 25 مارس 1988 في Presidente Franco District ‏ في باراغواي. شارك مع منتخب باراغواي تحت 20 سنة لكرة القدم. أما مع النوادي، فقد لعب مع سيرو بورتينيو ونادي ليبرتاد.